# Rhin
Rhin (pol. hist. Ryn) – rzeka o długości 125 km, znajdująca się w Brandenburgii w Niemczech, prawy dopływ Haweli. Rhin płynie przez miasto Neuruppin i kilka jezior. Wpływa do Haweli, 20 km od miejsca, gdzie Hawela wpływa do Łaby.